# لينا فطوم
لينا فطوم هي سيدة أعمال فلسطينية من مدينة نابلس، تحمل شهادة الدكتوراه في الحقوق من جامعة جورج واشنطن عام 2005، ودرجة البكالوريوس في علم النفس والعلوم السياسية من جامعة فيرجينيا الأمريكية . حاصلة على رخصة مزاولة مهنة المحاماة من نقابة المحامين في ولاية نيويورك. تشغل منصب مدير مشروع دعم إبتكارات القطاع الخاص (Innovative Private Sector Development) منذ العام 2021 بالنيابة عن وزارة الاقتصاد الوطني. وتمثل شركة فلسطين للتنمية والإستثمار المحدودة (باديكو) في المقعد الشاغر الخاص بباديكو في مجلس إدارة شركة الإتصالات الفلسطينية.

## الحياة العملية
تمتد خبرة فطوم أكثرمن عشرين عاما ًفي مجال الإستشارات القانونية المتعلقة بقانون الشركات، والمحاكمات المدنية الجنائية، والرقابة البنكية، والقانون الدولي الإنساني، بالإضافة إلى الكثير من الإنجازات في القطاعين الخاص والعام في كل من الولايات المتحدة والشرق الأوسط وفلسطين، وفي مجالات تطوير السياسات العامة، والقانون التجاري والدولي عدا عن تجربتها الواسعة في مجالات التطوير والتنمية العامة والخاصة. بدأت عملها في مجال الحقوق كمحامية مع مكتب المحاماة Dewey &LeBouef, LLP في نيويورك، حيث شاركت في قضايا هامة وإستراتيجية لعدة شركات في القطاع الخاص، بالإضافة إلى إعادة الهيكلة والحوكمة والإمتثال للشركات ومشاريع مع الحكومة الأمريكية. شاركت فطوم في العديد من الأنشطة القانونية والسياسية، والتي تضمنت منصبها كمستشارة لوزير الشؤون الخارجية الفلسطيني في موضوعات العلاقات الثنائية ومتعددة الأطراف بين الدول، كما عملت أيضا مستشارة قانونية في وحدة دعم المفاوضات، حيث قدمت الدعم التقني في القضايا المتعلقة ببناء مؤسسات الدولة، والتحول والبنية التحتية لعدة قطاعات هامة.